# Reuters
Reuters es una agencia de noticias con sede en el Reino Unido, conocida por suministrar información a medios de comunicación y mercados financieros.
Actualmente está presente en más de 201 ciudades de 94 países, y suministra información en más de 20 idiomas.
Y aunque es más conocida por su labor como agencia de noticias, esto solo supone el 10 % de los ingresos totales del grupo. La principal actividad de Reuters consiste en proveer información a los mercados financieros, como los valores de los tipos de interés y precios de acciones, además de ofrecer investigaciones, análisis y productos de mercadeo que permiten a los agentes la compraventa de divisas y acciones por ordenador en lugar de hacerlo por teléfono. Entre sus competidores se encuentran Bloomberg L.P. y Dow Jones Newswires. Desde 2008, forma parte de Thomson Reuters.

## Historia

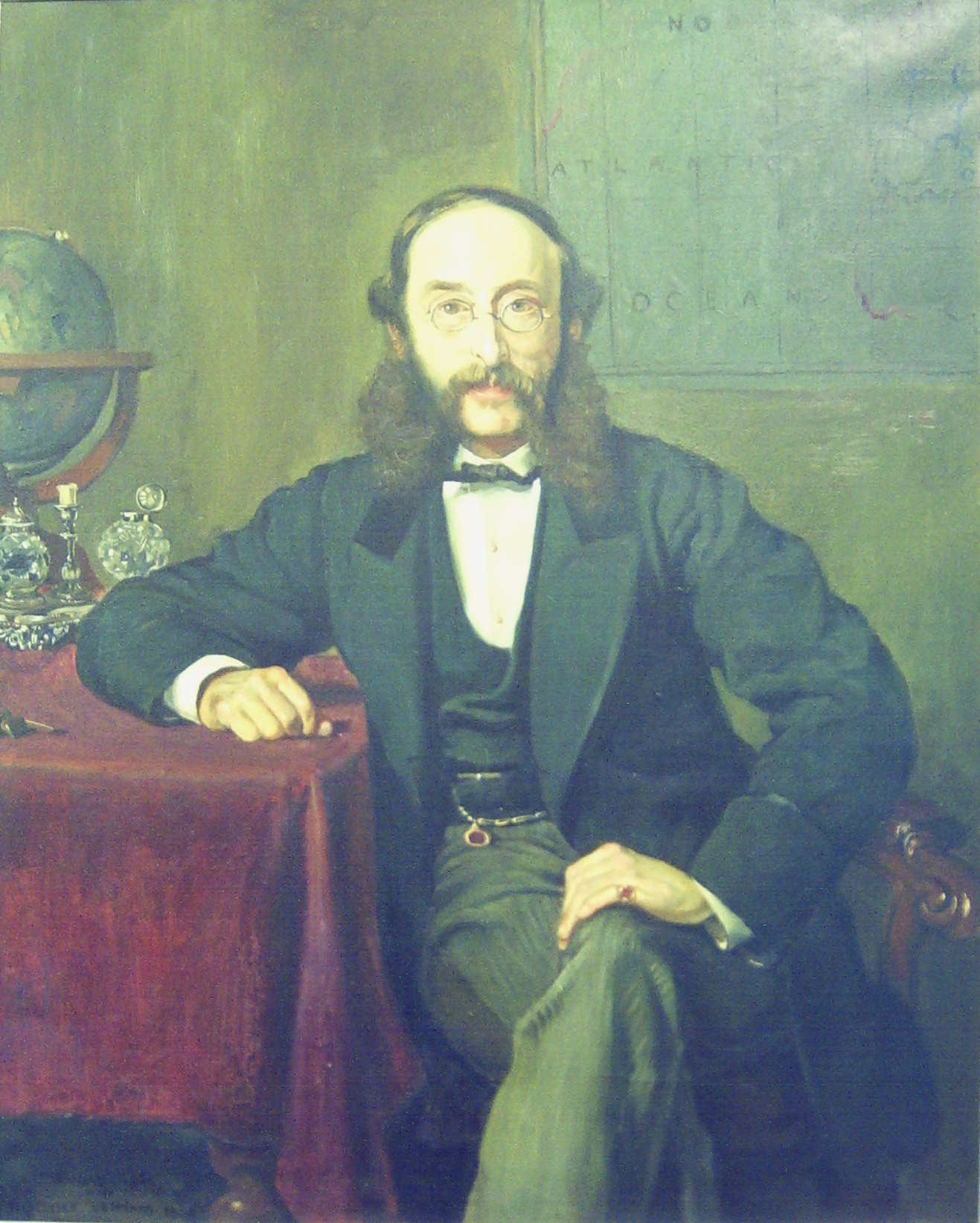
Paul Julius Reuter, fundador de la agencia Reuters.

En 1850, el empresario Paul Julius Reuter abrió una línea de telégrafo en Aquisgrán, después de darse cuenta de que con esta tecnología, la difusión de noticias era cada vez más rápida. En un principio la línea conectaría con Berlín, pero al poco tiempo Reuter descubrió que la difusión a Bruselas, uno de los centros financieros europeos en el siglo XIX, le reportaría más beneficios.
Un año después, Reuter se marchó a Londres donde trató de desarrollar un cable telegráfico submarino que atravesara el canal de la Mancha y conectara Dover con Calais. Tras varios intentos fallidos el "telégrafo submarino" comenzó a funcionar a finales de 1851, y el empresario negoció con la Bolsa de Londres el intercambio de información financiera del resto de Europa, algo que también hizo en la Bolsa de París. En 1865, su negocio pasó a ser oficialmente una sociedad limitada bajo el nombre Reuter's Telegram Company.
A lo largo de los años la compañía ganó reputación siendo la primera en Europa en informar del asesinato de Abraham Lincoln, y estableció una red completa de corresponsales por todo el mundo, así como un negocio de compra y venta de información. Reuters mantuvo su condición de corporación hasta 1984, cuando pasó a ser una sociedad anónima que comenzó a cotizar en la Bolsa de Londres y el índice Nasdaq de Estados Unidos. Sus estatutos prohibían que una persona pudiera ostentar más del 15 % de las acciones, para evitar que la agencia pudiera sucumbir a los intereses de un único propietario.
En 1961, Reuters dio la primicia  de la construcción del Muro de Berlín. En los años sesenta, Reuters fue una de las primeras agencias de noticias en transmitir datos financieros a través de ordenadores. En 1973, Reuters "empezó a poner a disposición de sus clientes los tipos de cambio en terminales de ordenador" En 1981, Reuters comenzó a admitir transacciones electrónicas en su red informática y, posteriormente, desarrolló una serie de servicios electrónicos de corretaje y negociación Reuters salió a bolsa como empresa de cotización pública en 1984, cuando Reuters Trust empezó a cotizar en bolsas de valores como la Bolsa de Londres (LSE) y el NASDAQ.
A partir de la década de 1980, la agencia crece con mucha rapidez gracias a la elaboración y suministro de información empresarial y financiera, y busca ampliar su campo de información a otros medios como la radio, televisión y nuevas tecnologías (internet). 
Reuters publicó la primera noticia de la ruptura del Muro de Berlín en 1989.
Ya en el siglo XXI, el precio de las acciones de Reuters creció durante el auge de las puntocom, pero cayó tras los problemas bancarios de 2001. En 2002, Britannica escribió que la mayoría de las noticias de todo el mundo procedían de tres grandes agencias: Associated Press, Reuters y Agence France-Presse.
En 2007, The Thomson Corporation alcanzó un acuerdo de unión con Reuters para formar Thomson Reuters. Thomson se hizo con el 53 % del capital de la nueva compañía, por lo que la restricción del 15 % fue eliminada. Reuters fue adquirida por Thomson Corporation en Canadá, formando Thomson Reuters. En 2009, Thomson Reuters se retiró de la LSE y del NASDAQ, cotizando en su lugar sus acciones en la Bolsa de Toronto (TSX) y en la Bolsa de Nueva York (NYSE). El último miembro superviviente de los fundadores de la familia Reuters, Marguerite, Baronesa de Reuter, falleció a la edad de 96 años el 25 de enero de 2009. La empresa matriz Thomson Reuters tiene su sede en Toronto y proporciona información financiera a sus clientes, al tiempo que mantiene su negocio tradicional de agencia de noticias.
En 2012, Thomson Reuters nombró consejero delegado a Jim Smith. En julio de 2016, Thomson Reuters acordó vender su propiedad intelectual y operaciones científicas por 3.550 millones de dólares a firmas de capital riesgo. En octubre de 2016, Thomson Reuters anunció expansiones y reubicaciones en Toronto. Como parte de los recortes y la reestructuración, en noviembre de 2016, Thomson Reuters Corp. eliminó 2.000 puestos de trabajo en todo el mundo de sus 50.000 empleados estimados. El 15 de marzo de 2020, Steve Hasker fue nombrado presidente y consejero delegado.
En abril de 2021, Reuters anunció que su sitio web pasaría a ser de pago, siguiendo los pasos de sus competidores.

## Sedes

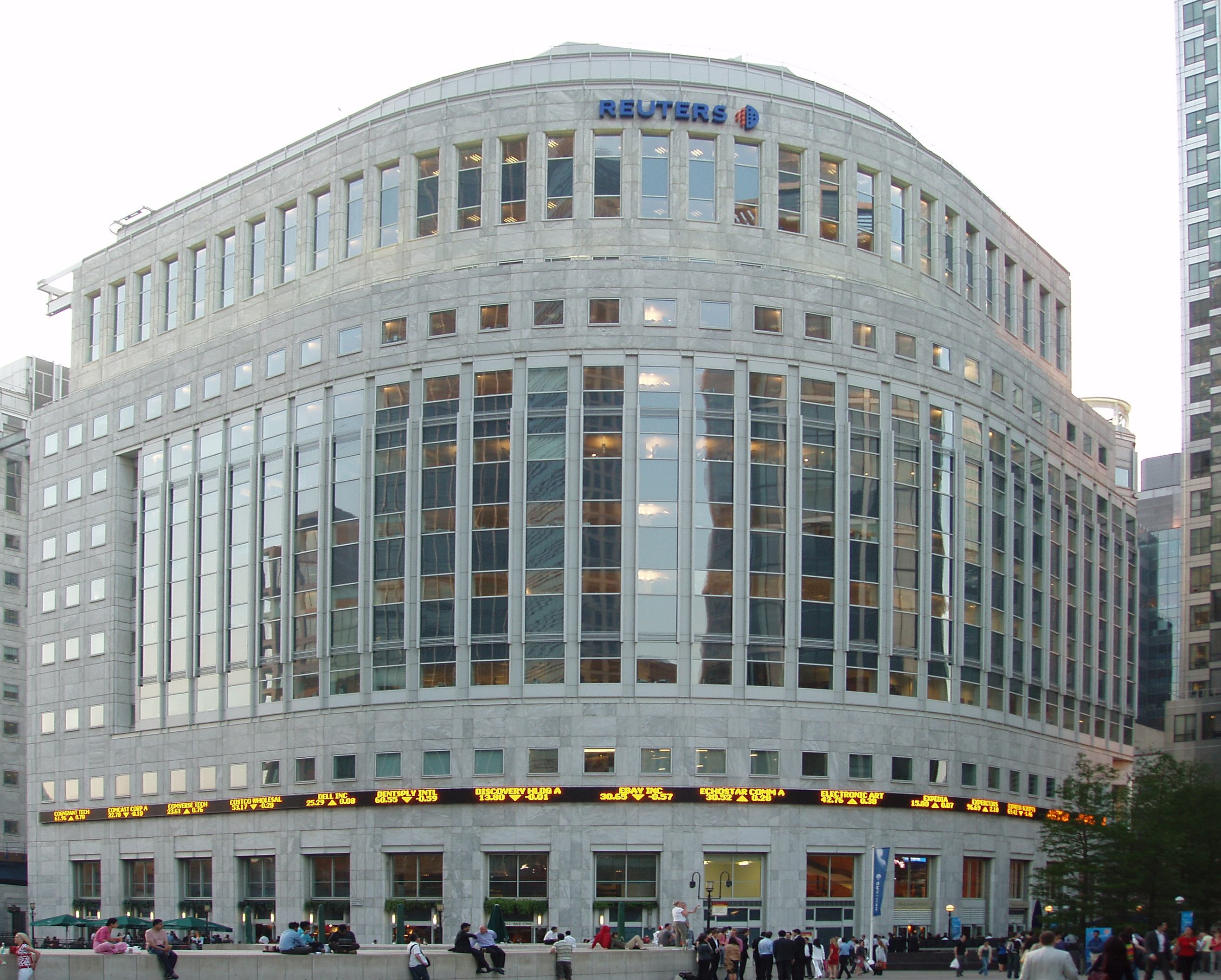
Sede de Reuters en Londres.

Históricamente, la oficina general de Reuters se encuentra en Londres. Aunque desde 1939 hasta comienzos del siglo XXI la agencia se encontraba en un edificio diseñado por Sir Edwin Lutyens en Fleet Street, Reuters se trasladó en 2005 a una instalación mayor situada en Canary Wharf, al este de la capital inglesa.
Además de esta sede, Reuters cuenta con otras distribuidas en todo el mundo, destacando su centro para Norteamérica en Nueva York y para Asia en Singapur. Dentro de sus ediciones en idioma español, la agencia cuenta con distintas versiones para América Latina, España, México, Colombia y Argentina.

## Controversias

### Acusación de colaboración con la CIA
En 1977, Rolling Stone y The New York Times afirmaron que, según informaciones de funcionarios de la CIA, Reuters colaboraba con la CIA. En respuesta a ello, el entonces director general de Reuters, Gerald Long, había pedido pruebas de las acusaciones, pero no se le proporcionó ninguna, según el entonces redactor jefe de Reuters para Norteamérica, Desmond Maberly.

### Política de lenguaje objetivo
Reuters aplica una política de "neutralidad valorativa" que se extiende a la no utilización de la palabra terrorista en sus informaciones, práctica que suscitó críticas tras los atentados del 11 de septiembre. La política editorial de Reuters establece: "Reuters puede referirse sin atribución al terrorismo y al contraterrorismo en general, pero no se refiere a acontecimientos específicos como terrorismo. Reuters tampoco utiliza la palabra terrorista sin atribución para calificar a individuos, grupos o acontecimientos específicos" En cambio, Associated Press sí utiliza el término terrorista para referirse a organizaciones no gubernamentales que llevan a cabo ataques contra la población civil. En 2004, Reuters pidió a CanWest Global Communications, una cadena de periódicos canadiense, que retirara los titulares de Reuters, ya que la cadena había editado artículos de Reuters para insertar la palabra terrorista. Un portavoz de Reuters declaró: "Mi objetivo es proteger a mis reporteros y proteger nuestra integridad editorial".

### Informaciones sobre el cambio climático
En julio de 2013, David Fogarty, antiguo corresponsal de Reuters sobre cambio climático en Asia, dimitió tras una carrera de casi 20 años en la empresa y escribió que "progresivamente, conseguir publicar cualquier historia sobre cambio climático se hizo más difícil" tras los comentarios del entonces redactor jefe adjunto, Paul Ingrassia, de que era un escéptico del cambio climático. En sus comentarios, Fogarty afirmaba:

A mediados de octubre, me informaron de que el cambio climático no era una noticia importante por el momento, pero que lo sería si se produjera un cambio significativo en la política mundial, como la introducción en Estados Unidos de un sistema de límites máximos y comercio de emisiones. Poco después de aquella conversación, me comunicaron que mi puesto en la sección de cambio climático quedaba suprimido

Ingrassia, antiguo redactor jefe de Reuters, trabajó durante 31 años para The Wall Street Journal y Dow Jones Reuters respondió al artículo de Fogarty declarando: "Reuters cuenta con personal dedicado a cubrir esta historia, incluido un equipo de reporteros especializados en Point Carbon y un columnista. No se ha producido ningún cambio en nuestra política editorial".
Posteriormente, el bloguero climático Joe Romm citó un artículo de Reuters sobre el clima en el que se empleaba un "falso equilibrio", y citó al Dr. Stefan Rahmstorf, copresidente de Análisis del Sistema Terrestre en el Instituto de Potsdam, quien afirmó que "simplemente, a este artículo de Reuters se le han añadido un montón de tonterías de escépticos climáticos que no vienen al caso" En palabras del difunto Steve Schneider, es como añadir tonterías de la Sociedad de la Tierra Plana a un informe sobre la última generación de satélites de telecomunicaciones. Es absurdo". opinó Romm: "No podemos saber con certeza quién insistió en meter esta absurda y nada germana 'tontería de los escépticos del clima' en el artículo, pero tenemos una fuerte pista. Si hubiera formado parte de la información original del reportero, se habrían esperado citas directas de escépticos reales, porque eso es periodismo 101. El hecho de que la cháchara fuera todo cháchara es un error. El hecho de que todas estas tonterías se hayan insertado sin atribución sugiere que se añadieron por insistencia de un editor"

### Escándalo mundial de fotos sobre el conflicto árabe-hebreo

#### Reutersgate
Reutersgate hace referencia al escándalo que sacudió a la agencia de noticias Reuters durante la guerra israelo-libanesa de 2006 tras descubrirse que uno de sus fotógrafos, Adnan Hajj, había manipulado varias imágenes tomadas en Beirut con el fin de aumentar la impresión que se llevara el público de los bombardeos realizados por Israel. La veracidad de su trabajo no tiene crédito después de haberse demostrado que por lo menos dos fotografías fueron manipuladas manualmente a través de programas de edición de imagen antes de ser publicadas. El 6 de agosto de 2006, Reuters anunció que no continuaría trabajando con dicho fotógrafo después de que Hajj expuso las fotografías modificadas en varios blogs en Internet.

#### Ataque a la flotilla de Gaza
Distintos medios de comunicación se hicieron eco de la denuncia presentada por el blog estadounidense Little Green Football de que Reuters habría recortado intencionadamente fotografías en las cuales aparecen miembros de IHH de la Flotilla de la Libertad armados con cuchillos junto a comandos israelíes caídos en la cubierta. Las imágenes, dos fotografías, fueron publicadas por Reuters con sus márgenes recortados, habiendo desaparecido las partes en que se muestran a los miembros de IHH cogiendo sendos cuchillos. Después de las denuncias, Reuters volvió a subir las fotografías a su sitio, ya sin sus márgenes recortados, explicando que la decisión de editar las imágenes había sido tomada en forma inocente. El gobierno israelí, a través del ministro Yuli Edelstein, presentó una reclamación por escrito contra Reuters.

### Noticia falsa sobre atentado en Bagdad

#### Ataque terrorista en mercado de Bagdad
El 30 de octubre de 2016 la agencia Reuters publicó una noticia que informaba de un atentado en un mercado sito en el distrito de Hurriya, Bagdad. El artículo atribuye 8 muertos y más de 30 heridos por la explosión de un coche. La noticia se demostró falsa al publicarse un vídeo de dicho atentado en el que se ve cómo es preparado por dos personas y cómo tras la explosión acuden más personas a hacerse las víctimas junto al lugar de la detonación.

### Financiación por parte del Gobierno del Reino Unido
En noviembre de 2019, el Ministerio de Asuntos Exteriores del Reino Unido publicó documentos de archivo que confirmaban que había proporcionado financiación a Reuters durante las décadas de 1960 y 1970 para que esta agencia pudiera ampliar su cobertura en Oriente Medio. Se llegó a un acuerdo entre el Departamento de Investigación de Información (IRD) y Reuters para que el Tesoro del Reino Unido proporcionara 350.000 libras durante 4 años para financiar la expansión de Reuters. El gobierno británico ya había estado financiando el departamento latinoamericano de Reuters a través de una empresa fantasma; sin embargo, este método se descartó para la operación en Oriente Medio debido a que la contabilidad de la empresa fantasma parecía sospechosa, y el IRD declaró que la empresa "ya parece extraña para cualquiera que desee investigar por qué sigue funcionando una empresa tan inactiva y poco rentable" En su lugar, se recurrió a la BBC para financiar el proyecto mediante el pago de suscripciones mejoradas a la organización de noticias, por las que el Tesoro reembolsaría a la BBC en una fecha posterior. El IRD reconoció que este acuerdo no les daría el control editorial sobre Reuters, aunque el IRD creía que les daría influencia política sobre el trabajo de Reuters, afirmando que "esta influencia fluiría, al más alto nivel, de la voluntad de Reuters de consultar y escuchar las opiniones expresadas sobre los resultados de su trabajo".

### Asociación con TASS
El 1 de junio de 2020, Reuters anunció que la agencia de noticias rusa TASS se había unido a su programa "Reuters Connect", compuesto entonces por un total de 18 agencias asociadas. El presidente de Reuters, Michael Friedenberg, dijo que estaba "encantado de que TASS y Reuters se basen en nuestra valiosa asociación". Dos años más tarde, la pertenencia de TASS a Reuters Connect fue objeto de escrutinio a raíz de la invasión rusa de Ucrania en 2022; Politico informó de que los miembros del personal de Reuters estaban "frustrados y avergonzados" de que su agencia no hubiera suspendido su asociación con TASS.
El 23 de marzo de 2022, Reuters retiró a TASS de su "mercado de contenidos". Matthew Keen, consejero delegado interino de Reuters, declaró: "Creemos que hacer que el contenido de TASS esté disponible en Reuters Connect no está alineado con los Principios de Confianza de Thomson Reuters".

### Acusaciones de Periodismo Ilegal
En diciembre de 2023, el Ministerio del Interior de la India revocó el estatus de Ciudadano de la India en el Extranjero (OCI, por sus siglas en inglés) del periodista de ciberseguridad de Reuters, Raphael Satter, alegando actividades periodísticas no autorizadas en la India. El ministerio afirmó que el periodista violó las regulaciones que exigen a los titulares de la tarjeta OCI obtener una aprobación previa para realizar dicho trabajo. Según The Sunday Guardian, en un incidente relacionado, Satter enfrentó un escrutinio legal en Goa, India, donde presuntamente se dedicó a actividades periodísticas sin permiso, contactando a personas en la India para entrevistas durante sus visitas, a pesar de afirmar que los viajes eran con fines personales. Reuters respaldó la negación del periodista de haber ejercido el periodismo en la India, y se presentó una petición legal ante el Tribunal Superior de Delhi para impugnar la cancelación del estatus OCI, con una audiencia programada para el 22 de mayo de 2025, aunque no se detallaron cargos específicos. Reuters impugnó las acusaciones, afirmando que las actividades del periodista fueron de carácter personal, mientras que el gobierno indio sostuvo que el periodista violó las regulaciones que exigen a los titulares de la tarjeta OCI obtener una aprobación previa para realizar trabajos periodísticos.